# Asparagus pseudoscaber
Asparagus pseudoscaber är en sparrisväxtart som beskrevs av Dimitrie Demetrius Grecescu. Asparagus pseudoscaber ingår i släktet sparrisar, och familjen sparrisväxter. IUCN kategoriserar arten globalt som otillräckligt studerad. Inga underarter finns listade i Catalogue of Life.